# URO VAMTAC
Der URO VAMTAC (Vehículo de Alta Movilidad Táctico; deutsch „Taktisches Fahrzeug mit hoher Mobilität“) ist ein geländegängiges (4x4), leichtgepanzertes Militärfahrzeug des spanischen Produzenten UROVESA. Mehr als 2000 dieser dem amerikanischen HMMWV ähnlichen Fahrzeuge werden von der spanischen Armee und in anderen Ländern eingesetzt.

## Geschichte
Der URO VAMTAC wird seit 1998 in Serie produziert. Er war in zwei Versionen geplant: T3 (später bezeichnet als I3) und T5 (später S3). In der ersten Lieferperiode bis 2005 wurden 1200 Fahrzeuge an die spanische Armee geliefert. 60 % davon waren von der späteren Version S3 (Sechszylinder, 138 kW), der Rest I3 (Vierzylinder, 122 kW). In einem zweiten Schritt bis 2009 wurden 900 weitere Fahrzeuge, alle vom Typ S3, geliefert. Etwa 25 % der Fahrzeuge aus der ersten Lieferperiode wurden inzwischen mit verstärkter Panzerung umgerüstet.

## Eigenschaften
Der URO Vamtac hat Allradantrieb. Angetrieben wird die S3-Version von einem M16-Monoblock-Turbodiesel (Reihensechszylinder, 3,2 l Hubraum, 135 kW) von Steyr Motors.
Es gibt den Vamtac in mehreren Versionen; prinzipiell sind es Kommandofahrzeuge, Pick-ups oder Cab-Chassis.
Die verwendeten Konfigurationen sind folgende:
- Ambulanz mit Platz für zwei Tragen
- Panzerabwehrausstattung mit BGM-71 TOW oder MILAN
- Fliegerabwehrausstattung mit Mistral
- Kommando- und Kommunikationsfahrzeug

## Kampfeinsätze
2022 lieferte Spanien 20 URO Vamtac 4x4 Fahrzeuge an die Ukraine, um diese im Russisch-Ukrainischen Krieg einzusetzen. Laut dem Oryx-Blog gingen mit Stand April 2025 mindestens vier Fahrzeuge verloren.